# LineageOS
LineageOS (/ˈlinēij/) ou Distribuição Android Lineage OS, é um sistema operacional de  código aberto do tipo Custom ROM para smartphones e tablets, baseado na plataforma móvel Android, lançado em dezembro de 2016. É o sucessor, ou  derivado (fork), do sistema CyanogenMod
Em 2016, a produtora Cyanogen Inc. anunciou que não atualizaria o sistema e fecharia a infraestrutura do projeto, devido a conflitos internos e problemas de gestão. Retendo os direitos de marca do projeto Cyanogen, sendo rebatizado com o nome LineageOS.
As Custom ROM (sistemas customizados) são sistemas alternativos (são ROM, ou firmware, não oficial do Google e de fabricantes) implementados a partir do sistema de código aberto Android (construído com o núcleo Linux), que passaram por processo de customizações, na tentativa de melhorar a performance e a segurança das ROM distribuídas pelos fabricantes, como: Motorola, T-Mobile, HTC e outras.
As Custom ROM ajudam a manter os sistemas de dispositivos antigos atualizados, quando os fabricantes não dão mais o suporte.«LineageOS 15.1 ganha novos recursos, incluindo limitador de rede para apps específicos». Tudo Celular. 25 de abril de 2018. Consultado em 19 de março de 2019</ref> Mas os fabricantes são contra esse tipo de prática de modificações, acarretando na perda de qualquer tipo de garantia do aparelho que teve alteração na ROM padrão do Sistema.
O projeto usa o software Gerrit (controle de versão Git) no processo de revisão do código-fonte. A última versão é a 18.1 baseada no Android 11 (v11.0, 2020), com o código-fonte do sistema disponível no site GitHub.

## História
O CyanogenMod ("CM") era um sistema operacional de código aberto para smartphones e tablets, baseado no sistema Android. Os usuários do CM podiam optar por divulgar o seu uso. Em março de 2015, a Forbes indicou que mais de 50 milhões de pessoas usavam o sistema em seus smartphones.
Em 2013, a fundadora da Cyanogen Inc, Stefanie Jane obteve um capital de risco sob o nome da empresa. Na sua opinião, a empresa não capitalizou o sucesso do projeto e em 2016 ela saiu ou foi forçada a sair como parte de uma reestruturação corporativa que envolveu uma mudança de CEO, encerramento de escritórios e projetos, e extinção de serviços.
O SO ofereceu vários recursos e opções que não estavam no Android original desenvolvido pela Google. Alguns desses recursos incluem o suporte a temas nativo, Além disso, segundo os desenvolvedores o Cyanogen não continha spyware ou ''bloatware''.

## Crítica e recepção

### Pegadinha do Dia da Mentira de 2018
A equipe de desenvolvimento do LineageOS foi criticado por uma pegadinha enganosa de primeiro de abril incluída em algumas compilações do sistema naquela data.

Durante a primeira semana de abril de 2018, novas compilações foram lançadas com a pegadinha "LOSGenuine" que informava aos usuários desavisados que aquela versão do sistema possivelmente era falsificada por meio de uma notificação que não poderia ser desativada a menos que o usuário executasse o seguinte comando em um shell root:
```
setprop
 
persist.lineage.nofool
 
true

```

Quando os usuários clicavam na notificação, aparecia uma mensagem do sistema informando que o dispositivo não era certificado  e precisava extrair “LOSCoins”, que era uma moeda virtual e não podia ser realmente usada. As compilações afetadas também tinham um aplicativo “Wallet” pré-instalado que mostrava o saldo atual de LOSCoins.
Muitos usuários acreditaram que a pegadinha era real e outros a consideraram como de “mau gosto”. A piada também foi criticada por ser “tarde” para uma brincadeira do primeiro de abril, já que muitas pessoas só receberam a atualização dias depois, tornando a mentira menos óbvia. Em 10 de abril de 2018, o diretor da equipe do LineageOS, ciwrl, emitiu um pedido oficial de desculpas pela pegadinha enganosa.

### Ramificações
O LineageOS tem várias bifurcações notáveis:
- O Replicant é uma versão  totalmente livre do LineageOS, com todos os blobs de kernel e drivers não livres removidos.
- "LineageOS for microG" é um projeto que fornece compilações personalizadas do LineageOS com o patch necessário para a falsificação de assinaturas de aplicativos e o suporte nativo ao F-Droid, junto com o MicroG, que é uma reimplementação livre dos aplicativos proprietários da Google.[22][23] Em outros aspectos, segue o upstream, enviando atualizações OTA a cada quatorze dias.[24]
- CalyxOS é um sistema operacional focado em privacidade e segurança para smartphones, baseado no Android Open Source Project (AOSP). Esse sistema disponibiliza durante a instalação aplicativos opcionais voltadas a privacidade, como Orbot, Tor Browser, Signal, Calyx VPN, Riseup VPN e o suporte para MicroG.[25][26]
- DivestOS é uma variante do LineageOS que visa aumentar a segurança e a privacidade e oferecer suporte a dispositivos mais antigos. Tanto quanto possível, ele remove componentes proprietários do Android e inclui apenas software livre.[27]
- /e/ é um fork do LineageOS criado por Gaël Duval que pretende ser "livre do Google". Esse sistema substitui o Google Play Services pelo microG, uma implementação gratuita e de código aberto das APIs do Google.[28]
- IodéOS é um fork do LineageOS desenvolvido pela empresa francesa iodé, não inclui o Google Play Services, mas usa o microG como um substituto gratuito e de código aberto.[29]

## Versões

### Versão 14.1
O LineageOS versão 14.1, baseado no sistema Android Nougat (7.1), foi lançado em 22 de janeiro de 2017. O suporte para esta, foi descontinuado em 7 de fevereiro 2019. Em , os primeiros 14.1 e 13.0 oficiais começam a ser lançados, após o anúncio oficial em um post no blog
Os aparelhos suportados inicialmente incluem:
- Alcatel Idol 3, Pixi 3, Pop C2, Pop C3;
- ASUS série Zenfone (2, 3, 5, Max);
- BQ Aquaris E5, M5, U, X, X5;
- Google Galaxy série Nexus (4, 5, 6p, 9, C);
- HTC 10, One A9, série M (M7, M8, M9, Max), One Mini 2, série Butterfly (1, 2, 3), Desire 816;
- LG série G (Stylo, G2, G3, G4, G5, G6), L65, SPIRIT, V20, Volt;
- Motorola C, E, E4, série G (G2, G3, G4, G5, Maxx), X, Z;
- Samsung Alpha Canadian, série Note (4, 10), S Duos, série S (S3, S4, S5, S7), Trend Plus.

### Versão 15.1
O LineageOS versão 15.1 baseado no sistema Android Oreo (8.1), foi lançado em 26 de fevereiro de 2018.
as atualizações foram lançados semanalmente até 12 de novembro de 2018, quando o ciclo de lançamento mudou para diário, com lançamento de versões Nightly (versões experimentais ainda em testes que possuem as modificações mais recentes no sistema).
Além de receber as novidades do sistema do Google, também inclui suporte a mais dispositivos:
- BQ Aquaris X5 Plus, U Plus;
- Sony Xperia Z4 Tablet LTE; Z4 WiFi; Z5 Compact
- LG K10;
- Fairphone 2;
- LG Nexus 5
- OnePlus

E inclusão de outras melhorias:
- Melhoria do aplicativo Recorder, via feedback da comunidade;
- Adicionado recurso de gerenciador de exibição LiveDisplay;
- Correção da vulnerabilidade KRACK Wi-Fi nas versões 13.0 e 14.1;
- Incorporação dos patches de segurança de outubro e novembro na versão 13.0 e 14.1;
- Correção do erro de ignorar a tela de bloqueio ao mudar para um perfil sem trava de configurações rápidas;
- Melhoria do assistente de atualizações, suporte as unificações de dispositivos: quando um dispositivo obtém uma compilação mesclada com outra, o usuário receberá atualizações instantaneamente sem exigir configurações extras;
- Adicionado suporte para NFC alto nível (precisa ser ativado por dispositivo);
- Melhoria nos gestos de tela, duas novas opções adicionadas para diminuir e aumentar o volume de mídia;
- Melhoria do ícone da bateria, a porcentagem é exibida no modo de economia de bateria quando a opção "mostrar porcentagem" estiver definida. O ponto de exclamação na bateria ganhou mais contraste, sendo mais agradável aos olhos;
- Melhoria no aplicativo Calendário agora mostra o início e o fim da semana no título, ao invés de mostrar apenas o mês e o ano;
- Melhoria de estabilidade na Galeria;
- Adicionado a função de realizar chamadas de emergência sem um cartão SIM;
- Correção do botão "Instalar", que desaparecia durante instalações de APK;
- Função para restringir o uso de internet (wi-fi e redes móveis) de forma seletiva, de acordo com o aplicativo;[8]
- Função modo leitura, detecta a atividade em primeiro plano envolve textos, aprimorando a tela para evitar o cansaço visual.[8]
- Melhoria na interface de área de trabalho, Trebuchet, com notificações de aplicativos mais inteligentes;[8]
- Melhoria no Atualizador do Sistema, compatível com o modo noturno;[8]
- Melhoria do modo anônimo em navegadores, o sistema não usará as informações digitadas em campos de texto para aprimorar as sugestões (função de texto preditivo).[8]

### Versão 16.0
Lançado em 28 de março de 2019, o LineageOS na versão de teste 16.0 com o núcleo do sistema Android Pie (9.0), e além de receber as novidades do sistema do Google, também inclui outras melhorias:
- Versão compatível com o modo escuro (ou modo noturno) do Android, mudanças na API de estilos, onde alguns aplicativos ganham um fundo cinza-escuro (economia de bateria em aparelhos com tela OLED);[37]
- Melhoria no Privacy Guard e no perfil superusuário (root), para manter a compatibilidade com o modo escuro;
- Melhoria no centro de segurança do Trust, podendo bloquear novas conexões de dispositivos USB no modo bloqueado (deve ser ativado no aparelho).
- Incorporação do patch de segurança de fevereiro do Google;
- Atualizações do WebView nas versões 15.1 e 16.0, baseado na versão atual do Chromium.

Os aparelhos suportados inicialmente incluem:
- Google Nexus 5,Google Nexus 6, Pixel Ultra;
- Huawei Honor View 10, P20 Pro;
- LeEco Le Max2, Pro3 e Elite;
- Motorola Moto X4; Z; Z2 Force;
- OnePlus 2, 3, 3T, 5, 5T, One;
- OPPO Encontre 7a / s;
- Samsung Galaxy série S5; série Tab S2 (8.0 Wi-Fi, 9.7), Tab S2 8.0 e 9.7 Wi-Fi;
- Sony Xperia XA2 e Ultra;
- OnePlus
- Xiaomi Mi MIX 2S, Note 3, Poco F1;
- ZUK Z1.

## Aplicativos pré-instalados
O LineageOS inclui aplicativos essenciais, mas, igualmente ao predecessor CyanogenMod, é livre dos aplicativos bloatware (pré-instalado por fabricantes ou operadoras de telefonia).
- AudioFX: otimizador de áudio com predefinições para alterar a experiência auditiva.
- Jelly Browser: um navegador de internet que usa Webview, para dispositivos de baixo custo;
- Calculator: calculadora de quatro funções, contendo algumas funções avançadas;
- Calendar: calendário com visualização de datas no modo diário, semanal, mensal, anual e, por agenda.
- Snap Camera: com acordo com o dispositivo, inclui modo panorâmico e leitor de códigos QR;
- Clock: relógio que inclui hora mundial, cronômetro de contagem regressiva e, alarmes;
- Contacts: agenda de contatos, com números e endereços de e-mail;
- Email: cliente de email que suporta as funções de mensagens POP3, IMAP e Exchange;
- Files: gerenciador de arquivos com funções básicas (mover, copiar e renomear arquivos) no armazenamento interno ou no cartão de memória SD.
- FlipFlap: gerenciador de capas flip, incluído apenas em dispositivos selecionados;
- FM Radio: ouvir transmissões de rádio FM;
- Gallery: gerenciador de imagens e vídeos em uma linha do tempo ou em álbuns;
- Messaging: gerenciador de mensagens SMS;
- Eleven Music: simples gerenciador/reprodutor de música;
- Phone: gerenciador de ligações, inclui discagem rápida, pesquisas de número de telefone e bloqueio de chamadas.
- Recorder: um simples gravador de som e captura de movimentos na tela;
- Trebuchet: interface principal de usuário customizável.

Embora os aplicativos do Google não venham incluídos por padrão, devido a problemas legais, os usuários podem instalar e atualizar normalmente com o pacote gapps (incluindo o Google Play Store).

## Uso fora dos smartphones
O desenvolvedor finlandês KonstaT lançou, em 3 de março de 2018, uma adaptação (porte não oficial) da versão LineageOS 15.1 (Android 8.1) para o mini computador Raspberry Pi 3 SBC. Esta versão possui o kernel do Linux 4.4.119 LTS e, inclui o patch de segurança de fevereiro de 2018. Usa como renderizador de software padrão o SwiftShader do Google (o desempenho da exibição pode ser interrompido).